# Melanitis inoculata
Melanitis inoculata är en fjärilsart som beskrevs av Rothschild 1915. Melanitis inoculata ingår i släktet Melanitis och familjen praktfjärilar. Inga underarter finns listade i Catalogue of Life.